# Henri de Saussure

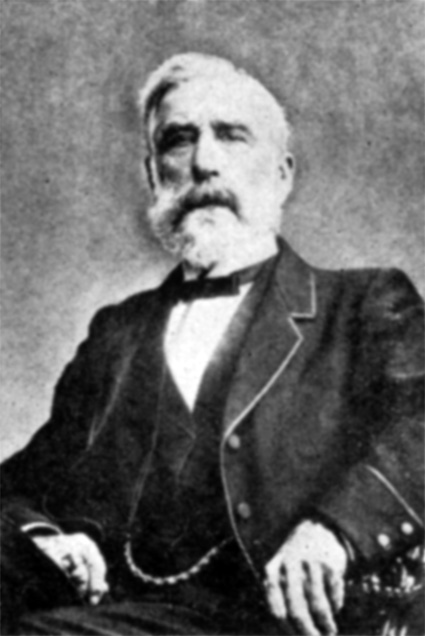
Henri de Saussure

Henri Louis Frédéric de Saussure (* 27. November 1829 in Genf; † 20. Februar 1905 ebenda) war ein Schweizer Mineraloge und Entomologe und Enkel des Naturforschers Horace-Bénédict de Saussure.

## Leben
Er studierte zunächst an der Genfer Akademie mit Pictet de la Rive, bevor er nach Paris an die Sorbonne ging und dort 1852 ein Lizenziat erhielt. 1854 promovierte er an der Universität Giessen.

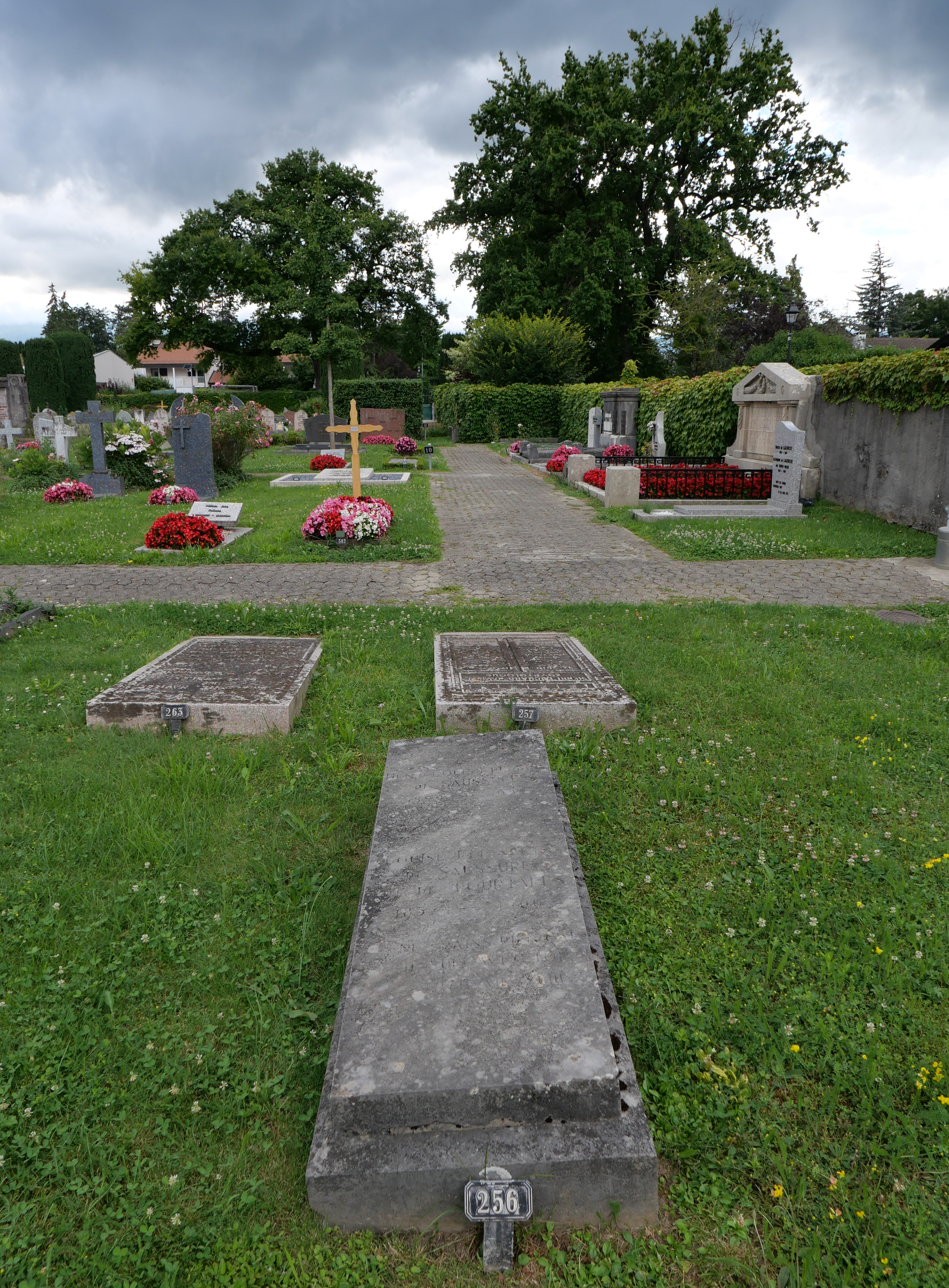
Das Grab im Jahr 2024

Zwischen 1854 und 1856 machte er mit Henri Peyrot eine zweijährige Forschungsreise in die Karibik und vor allem nach Mexiko. Er machte zahlreiche zoologische, geologische, hydrologische und archäologische Beobachtungen und legte grosse Probensammlungen an, die er erst in den folgenden Jahren auswertete. Er beschrieb auch die politischen Geschehnisse, wie einen US-amerikanischen Annexionsversuch in Kuba und den mexikanischen Bürgerkrieg. Seit dieser Reise schrieb er auch Berichte für das Journal de Genève. Auf seiner Rückreise besuchte er die Vereinigten Staaten, wo er den ebenfalls in der Schweiz geborenen Naturforscher Louis Agassiz und den Physiker Joseph Henry traf.
Nach seiner Rückkehr nach Genf wurde er bald ein Entomologe mit Weltruf, spezialisiert auf Hautflügler und Springschrecken. Er übergab seine Insektensammlungen dem Genfer Naturhistorischen Museum (Musée d'histoire naturel). Er hatte auch ein Bauerngut am Fuss der Voirons und schlug verschiedene agronomische Verbesserungen vor.
1858 war er Mitbegründer der Geographischen Gesellschaft Genf, dessen Präsident er einige Jahre lang war. 1866 wurde er mit der Aufnahme in die französische Ehrenlegion für seine wissenschaftliche und agronomische Leistungen geehrt. 1872 wurde er Ehrenmitglied der Entomological Society of London. 1883 wurde er zum Mitglied der Deutschen Akademie der Naturforscher Leopoldina gewählt.
Er hatte vier Söhne, den Linguisten Ferdinand de Saussure, den Sinologen und Astronomiehistoriker Léopold de Saussure, den Mathematiker René de Saussure und den Maler Horace de Saussure; sein Enkel war Jean de Saussure.
De Saussure fand seine letzte Ruhestätte auf dem Friedhof von Genthod. Seine Frau Louise Elisabeth, geb. de Pourtalès (1837–1906), wurde im gleichen Grab bestattet.

## Schriften
- Etudes sur la famille des vespides. J. Cherbuliez, Genf und V. Masson, Paris 1852–1858 (3 Bände).
- Mélanges hyménoptérologiques. In: Mémoires de la Société de physique et d'histoire naturelle de Genève. Bd. 14, 1855, S. 1–67; Bd. 17, 1864, S. 129–244.
- Essai d'une faune des myriapodes du Mexique avec la description de quelques espèces des autres parties de l'Amérique. Fick, Genf 1860.
- Note sur quelques mammifères du Mexique. In: Revue et magasin de zoologie, Paris, 23. Jahr, S. 5–494.
- Coup d'oeil sur l'hydrologie du Mexique, principalement de la partie orientale : accompagné de quelques observations sur la nature physique de ce pays. Fick, Genf 1862.
- mit Jules Sichel: Catalogue des espèces de l'ancien genre Scolia, contenant les diagnoses, les descriptions et la synonymie des espèces avec des remarques explicatives et critiques = Catalogus specierum generis Scolia (sensu latiori). H. Georg Genf und V. Masson, Paris, 1864.
- Hymenoptera. Kaiserlich-königliche Hof- und Staatsdruckerei, Wien 1868.
- mit A. Humbert: Etudes sur les myriapodes.Imprimerie Nationale, Paris 1872.
- Synopsis of American wasps. Smithsonian institution, Washington 1875.
- Prodrome des oedipiens : insectes de l'ordre des orthoptères. H. Georg, Genf 1888.
- Histoire naturelle des hyménoptères. Imprimerie nationale, Paris 1890–1892 (3 Bände).
- Histoire naturelle des orthoptères. Imprimerie nationale, Paris 1895.
- mit Leo Zehntner: Myriapodes de Madagascar. Imprimerie nationale, Paris 1902.